# Nationalrätt
Nationalrätt är en maträtt som är populär eller typisk för ett land eller en region.

## Sverige
Sverige har landskapsrätter men ingen officiell nationalrätt. Köttbullar är en rätt som brukar nämnas i diskussionerna om nationalrätt. Den är dock inte typisk för Sverige, då det finns köttbullar i många länder. Den 8 mars 2017 i radioprogrammet Morgonpasset i P3 korades sill och potatis inofficiellt till Sveriges nationalrätt. År 2004 föreslog Margareta Andersson (C) i en motion att ostkakan skulle bli Sveriges nationalrätt. Andra maträtter som uppmärksammats i diskussionerna är bland annat smörgåstårta, surströmming och kebabpizza.

## Danmark
Stekt fläsk med potatis och persiljesås valdes till dansk nationalrätt 2014.